# 158 f.Kr.

## Händelser

### Efter plats

#### Mindre Asien
- Då romarna kräver det avböjer kung Ariarathes V av Kappadokien ett erbjudande från seleukiderkungen Demetrios I, om giftermål med Demetrios syster. Som svar på detta anfaller seleukidiska styrkor Kappadokien och avsätter Ariarathes V från den kappadokiska tronen. Demetrios I låter sedan ersätta honom med Orofernes Nikeforos, som skall ha varit son till den förre kungen Ariarathes IV. Då Ariarathes V har förlorat sitt kungarike flyr han till Rom.
- Attalos II Filadelfos, som är andre son till Attalos I Soter av Pergamon, tillträder tronen efter sin äldre bror Eumenes II:s död.

## Födda
- Publius Rutilius Rufus, romersk konsul, statsman, orator och historiker (död omkring 78 f.Kr.)

## Avlidna
- Eumenes II, kung av Pergamon sedan 197 f.Kr. och medlem av Attaliddynastin; som lysande statsman, har han fört sitt lilla kungarike till höjden av makt och gjort Pergamon till ett center för grekisk kultur i Anatolien